# Darwin Pérez
Darwin Eduardo Pérez Curiñanco (* 8. Mai 1977 in Concepción) ist ein ehemaliger chilenischer Fußballspieler. Der rechte Außenverteidiger bestritt ein Länderspiel für die Nationalmannschaft.

## Karriere

### Verein
Darwin Pérez, der auch Jíbaro genannt wird, stammt mütterlicherseits von den Mapuche ab. Sein zweiter Nachname Curiñanco in Mapudungun bedeutet schwarzer Kondor. Pérez kam 1994 in die Profimannschaft von Deportes Concepción in der Segunda División und gewann in seiner Debütsaison die Zweitliga-Meisterschaft. Bis 2000 blieb der Außenverteidiger beim Klub und wechselte 2000 auf Leihbasis zu Stadtrivale Universidad de Concepción, nachdem er Schwierigkeiten mit dem neuen Trainer Oscar Garré hatte. Nach Entlassung des Trainers kam Pérez zwar noch einmal zu Deportes Concepción zurück, wechselte 2002 dann zu den Rangers de Talca und im Folgejahr nach Asien. In Indonesien spielte der Defensivakteur 2003 für PSM Makassar und 2004 für PSIS Semarang. 2005 kehrte Pérez nach Chile zurück und unterschrieb bei Deportes Puerto Montt, wo er ein Jahr blieb. Nach einem weiteren Jahr bei Fernández Vial ließ er seine Karriere bei Deportes Concepción ausklingen, die er 2009 beendete.

### Nationalmannschaft
Pérez bestritt im November 2001 in der chilenischen Nationalmannschaft beim Qualifikationsspiel zur Weltmeisterschaft 2002 gegen Ecuador sein einziges Länderspiel. Chile konnte sich als Letzter der Südamerikagruppe nicht für das Turnier in Südkorea und Japan qualifizieren.